# タイトゥイ県
タイトゥイ県（タイトゥイけん、ベトナム語：Huyện Thái Thụy / 縣太瑞? ）は、ベトナムタイビン省の県である。面積は256.83km²、人口は267,012人（2009年）である。

## 行政区画
1市鎮47社を管轄する。